# Pyromania
Pyromania (рус. пиромания) — третий студийный альбом британской хард-рок-группы Def Leppard, выпущенный 20 января 1983 года. Это первый альбом в составе группы для гитариста Фила Коллена (экс-Girl), пришедшего в 1982 году. Продюсером альбома вновь выступил Роберт Джон «Матт» Ланг, который помог группе добиться ещё более гладкого звучания, вследствие чего группа наконец пробилась на американский рынок. Альбом достиг второго места в американском чарте Billboard 200 и 18 места в британском. Альбом продался количеством свыше 10 миллионов копий в США и получил статус бриллиантового.
Диск был частично сочинён и записан с первоначальным гитаристом Питом Уиллисом, который сыграл партии ритм-гитары на всех песнях. Посреди альбомных рекорд-сессий Уиллис был уволен из-за чрезмерного употребления алкоголя, и его место занял Фил Коллен, записавший гитарные соло и другие части, которые не были записаны Уиллисом. На оригинальном виниловом издании Уиллиса можно увидеть на фоне фотографии за вокалистом Джо Эллиоттом, в то время как Коллен дал своё фото в качестве нового полноправного участника группы.
Четыре песни из альбома были выпущены в качестве синглов, три из них: «Photograph», «Rock of Ages» и «Foolin'», вошли в топ-40 чарта Billboard Hot 100. «Photograph» и «Rock of Ages» заняли там 12 и 16 строчки, соответственно, а также оба заняли вершину чарта Hot Mainstream Rock Tracks. Единственным не попавшим в чарт синглом стал «Too Late for Love», выпущенный самым последним в ноябре 1983 года. Однако он достиг 9 строчки в чарте Hot Mainstream Rock Tracks.
В 2002 году альбом занял 82-ю позицию в рейтинге «100 лучших рок-альбомов всех времён» по версии журнала Classic Rock.
В 2003 году журнал Rolling Stone поместил альбом на 384 место в своём списке 500 величайших альбомов всех времён.
В 2006 году журнал Q поместил альбом на 35-е место в своём списке «40 лучших альбомов 80-х». В марте 2023 года группа авторов американского издания Rolling Stone включила песню «Photograph» в список «100 величайших хеви-метал песен всех времён». В этом рейтинге она заняла 54-ю позицию.
8 июня 2009 года вышло делюксовое издание Pyromania, включающее ремастированную версию альбома, а также бонус-диск с записью концерта 11 сентября 1983 года в Лос-Анджелесском Форуме.

## Список композиций
| №  | Название                      | Автор(ы)                                       | Длительность |
| -- | ----------------------------- | ---------------------------------------------- | ------------ |
| 1. | «Rock! Rock! (Till You Drop)» | Стив Кларк, Рик Сэвидж, Матт Ланг, Джо Эллиотт | 3:52         |
| 2. | «Photograph»                  | Кларк, Пит Уиллис, Сэвидж, Ланг, Эллиотт       | 4:12         |
| 3. | «Stagefright»                 | Сэвидж, Эллиотт, Ланг                          | 3:46         |
| 4. | «Too Late for Love»           | Кларк, Ланг, Уиллис, Сэвидж, Эллиотт           | 4:30         |
| 5. | «Die Hard the Hunter»         | Ланг, Кларк, Сэвидж, Эллиотт                   | 6:17         |

| №  | Название            | Автор(ы)                            | Длительность |
| -- | ------------------- | ----------------------------------- | ------------ |
| 1. | «Foolin'»           | Кларк, Ланг, Эллиотт                | 4:32         |
| 2. | «Rock of Ages»      | Кларк, Ланг, Эллиотт                | 4:09         |
| 3. | «Comin' Under Fire» | Ланг, Кларк, Уиллис, Эллиотт        | 4:20         |
| 4. | «Action! Not Words» | Ланг, Кларк, Эллиотт                | 3:49         |
| 5. | «Billy's Got a Gun» | Кларк, Сэвидж, Уиллис, Эллиот, Ланг | 5:56         |

#### Бонус-диск на Deluxe Edition
| №   | Название                                    | Автор(ы)                             | Длительность |
| --- | ------------------------------------------- | ------------------------------------ | ------------ |
| 1.  | «Rock! Rock! (Till You Drop)»               | Кларк, Сэвидж, Ланг, Эллиотт         | 4:16         |
| 2.  | «Rock Brigade»                              | Сэвидж, Кларк, Эллиотт               | 3:25         |
| 3.  | «High 'n' Dry (Saturday Night)»             | Эллиотт, Кларк, Сэвидж               | 3:22         |
| 4.  | «Another Hit and Run»                       | Эллиотт, Сэвидж                      | 6:13         |
| 5.  | «Billy's Got a Gun»                         | Кларк, Сэвидж, Уиллис, Эллиотт, Ланг | 4:43         |
| 6.  | «Mirror Mirror (Look into My Eyes)»         | Эллиотт, Кларк, Сэвидж               | 4:24         |
| 7.  | «Foolin'»                                   | Кларк, Ланг, Эллиотт                 | 4:58         |
| 8.  | «Photograph»                                | Кларк, Уиллис, Сэвидж, Ланг, Эллиотт | 4:03         |
| 9.  | «Rock of Ages»                              | Кларк, Ланг, Эллиотт                 | 4:53         |
| 10. | «Bringin' On the Heartbreak»                | Эллиотт, Уиллис, Кларк               | 4:05         |
| 11. | «Switch 625»                                | Кларк                                | 3:23         |
| 12. | «Let It Go»                                 | Эллиотт, Уиллис, Кларк               | 5:55         |
| 13. | «Wasted»                                    | Кларк, Эллиотт                       | 5:55         |
| 14. | «Stagefright»                               | Сэвидж, Эллиотт, Ланг                | 4:55         |
| 15. | «Travellin' Band» (при участии Брайана Мэя) | Джон Фогерти                         | 6:08         |

Некоторые концертные версии песен были укорочены в связи с тем, что во время их исполнения Джо Эллиотт не раз отвлекался на общение и на различные подшучивания. Корректировке подверглись:
- «Another Hit and Run» укорочена с 10:18 до 6:14.
- «Rock of Ages» укорочена с 13:49 до 4:53.
- Кавер-версия песни «Travellin' Band» укорочена с 8:43 до 5:31.
- Двухминутное гитарное соло Фила Коллена после песни «Switch 625» было убрано.

## В записи участвовали
- Джо Эллиотт — вокал
- Стив «Steamin» Кларк — гитара
- Фил Коллен — гитара
- Рик Сэвидж — бас-гитара
- Рик Аллен — ударные
- Пит Уиллис — ритм-гитара

Приглашённые музыканты
- The Leppardettes — бэк-вокал
- Джон Конгос — Fairlight CMI — программинг
- Букер Ти Боффин — клавишные (ака Томас Долби)

Остальной персонал
- Матт Ланг — продюсер
- Майк Шипли — инженер
- Брайан «Чак» Нью — ассистент инженера (Battery Studios)
- Крэйг «Too Loud for Boys» Томсон — ассистент инженера (Park Gate Studios)
- Бернард Гёдинас — иллюстрация на обложке
- Дэвид Лэндслайд — фотография на задней обложке